# Glycyphana aterrima
Glycyphana aterrima är en skalbaggsart som beskrevs av Christian Rudolph Wilhelm Wiedemann 1823. Glycyphana aterrima ingår i släktet Glycyphana och familjen Cetoniidae. Inga underarter finns listade i Catalogue of Life.